# الیزابت پیهلا
الیزابت پیهلا (اسپانیایی: Elisabeth Pihela‎؛ زادهٔ ۱۵ مارس ۲۰۰۴) ورزشکار زن پرش ارتفاع اهل استونی است.
وی در مسابقات کشوری و بین‌المللی در مجموع برندهٔ ۱ مدال نقره، ۱ مدال برنز شده است.